# Длинноклювая щетинкоклювка
Длинноклювая щетинкоклювка (лат. Dasyornis longirostris) — вид птиц из семейства Dasyornithidae (щетинкоклювок). Эндемик прибрежной части Западной Австралии, к востоку и к западу от города Олбани (Албани).

## Описание
Длина тела взрослых особей 18—22 см. Окраска оперения птиц серо-коричневая, глаза красные. Обитают в кустарниковой степи. Угрозой для вида является утрата мест обитания.